# La Croix-Avranchin
La Croix-Avranchin település Franciaországban, Manche megyében. Lakosainak száma 440 fő (2018. január 1.). La Croix-Avranchin Macey, Saint-James, Saint-Senier-de-Beuvron, Vergoncey, Vessey és Villiers-le-Pré községekkel határos.

## Népesség
A település népességének változása:
| Lakosok száma | 550  | 481  | 437  | 448  | 431  | 462  | 454  | 452  | 445  | 440  |
|               | 1968 | 1975 | 1982 | 1990 | 1999 | 2011 | 2013 | 2015 | 2017 | 2018 |